# Dylówka
Dylówka – rzeka tworząca górny bieg Rykolanki, w województwie mazowieckim o długości ok. 14 km. Wypływa w miejscowości Kozietuły i płynie w kierunku południowym przez miejscowości Dylew, Sielec, Rykały. Tuż przed miejscowością Przybyszew łączy się ze swoim lewym dopływem Borówką, zmienia nazwę na Rykolankę, po czym wpada do Pilicy.
Nazwa Dylówki ma późną, bo dopiero XX-wieczną atestację. Jej geneza związana jest ze wsią Dylew (dawniej Dylewo), która istniała już w XV w. (zapisy źródłowe: 1430 Dylewo, 1448 Dilewo). 
W XIX i w połowie XX wieku Dylówka zwana była alternatywnie Czarną Wodą. Roman Wojciechowski podaje, że w 1918 na strudze Czarnej Wodzie (tj. Dylówce) zbudowano małą elektrownię wodną dostarczającą energię elektryczną dla osady Przybyszew.